# Uwe Hinrichs
Uwe Hinrichs (* 24. Juni 1949 in Braunschweig) ist ein deutscher Slawist und Linguist. Er ist Professor für Südslavische Sprach- und Übersetzungswissenschaft einschließlich Südosteuropa-Linguistik an der Universität Leipzig (Arbeitsgebiete: Slavische Sprachwissenschaft, Balkanlinguistik und Eurolinguistik).

## Leben
Uwe Hinrichs studierte Slavistik und Balkanologie von 1971 bis 1977 an der Freien Universität Berlin und schloss mit dem Magister artium in den Fächern Slavische Philologie und Balkanologie ab. Anschließend absolvierte er ein Aufbaustudium an der Freien Universität Berlin in den Fächern Slavische Philologie und Balkanlinguistik. Nach einem Forschungsjahr an der Universität Voronež in Russland in den Jahren 1979/1980 arbeitete er zunächst als Wissenschaftlicher Assistent am Osteuropa-Institut der FU Berlin.
Am 22. Dezember 1981 promovierte er zum Doktor der Philosophie an der FU Berlin. Mit einem Habilitanden-Stipendium der Deutschen Forschungsgemeinschaft (DFG) habilitierte er am 8. Mai 1989. Uwe Hinrichs nahm am 19. Juli 1994 den Ruf auf die Professur für Südslavische Sprach- und Übersetzungswissenschaft einschließlich Südosteuropa-Linguistik an der Universität Leipzig an.
Seit dem 1. April 1999 ist er Vorsitzender des Prüfungsausschusses der Institute für Slavistik und Sorabistik an der Universität Leipzig.

## Forschung
Uwe Hinrichs beschäftigt sich mit der Beeinflussung der deutschen Sprache durch neue Migrantensprachen. Er stellt dabei fest, dass sich die deutsche Sprache heutzutage viel schneller verändert, als sie es früher getan hat. Hinrichs benennt als Faktoren, die diese Entwicklung begünstigen, die Vielzahl neuer Fremdsprachen, die mit dem Deutschen in Verbindung gelangen, die zunehmende Mehrsprachigkeit, ein merkliches Absetzen der mündlichen von der schriftlichen Sprache sowie den starken Einfluss des Englischen.

## Publikationen

### Monografien/Bücher (Auswahl)
- Linguistik des Hörens. Hörverstehen und Metakommunikation im Russischen. Habilitationsschrift FU Berlin. Harrassowitz, Berlin 1991, ISBN 3-447-03038-0.
- Multi Kulti Deutsch. Wie Migration die deutsche Sprache verändert. Beck, München 2013, ISBN 978-3-406-65630-9.
- Die Dunkle Materie des Wissens. Über Leerstellen wissenschaftlicher Erkenntnis. Psychosozial-Verlag, Gießen 2014, ISBN 978-3-8379-2327-8.

### Artikel in wissenschaftlichen Zeitschriften, Sammelbänden, Handbüchern (Auswahl)
- Einfach praktisch, natürlich. Zur Rolle von Modalwörtern in Werbeslogans. In: Ludwig M. Eichinger, Angelika Linke (Hrsg.): Deutsche Sprache 1. 1983, S. 22–42.
- Studentensprache, Spontisprache. In: Armin Burkhardt u. a. (Hrsg.): Muttersprache 94, Nr. 5–6, 1984, S. 404–416.
- Sprache und sozialer Touch – vom Elend der Psychosprache. In: Armin Burkhardt u. a. (Hrsg.): Muttersprache 97, Nr. 3–4, 1987, S. 145–152.
- Die Sprache der Betroffenheit. In: Institut für Deutsche Sprache (Hrsg.): Sprachreport, 1988, S. 7–11.
- Die Geschichte der Eurolinguistik. In: Uwe Hinrichs (Hrsg.): Handbuch der Eurolinguistik. Harrassowitz, Wiesbaden 2010, S. 931–952.

### Herausgeberschaft (Auswahl)
- (Hrsg.): Handbuch der Südosteuropa-Linguistik. Harrassowitz, Wiesbaden 1999, ISBN 3-447-03939-6.
- (Hrsg.): Die europäischen Sprachen auf dem Wege zum analytischen Sprachtyp. Harrassowitz, Wiesbaden 2004, ISBN 3-447-04785-2.
- (Hrsg.): Handbuch der Eurolinguistik. Harrassowitz, Wiesbaden 2010, ISBN 3-447-05928-1.